# Sven Müller
Sven Müller (Cologne, 16 de fevereiro de 1996) é um futebolista profissional alemão que atua como goleiro.

## Carreira
Sven Müller começou a carreira no 1. FC Köln.